# Olganów (gmina)
Olganów (od 1870 Radzanów) – dawna gmina wiejska istniejąca w XIX wieku w guberni kieleckiej. Siedzibą władz gminy był Olganów.
Za Królestwa Polskiego gmina Olganów należała do powiatu stopnickiego w guberni kieleckiej (utworzonej w 1867).
Gminę zniesiono w połowie 1870 roku i odtąd jednostka figuruje już pod nazwą gmina Radzanów.